# 伊東里き
伊東 里き（いとう りき、Riki Ito、慶応元年11月2日〔グレゴリオ暦：1865年12月19日〕 - 昭和25年〔1950年〕3月14日）は、北アメリカへの移住に尽力した日本人女性。アメリカ合衆国で助産師の資格を取得した初めての日本人であるとされる。志摩国英虞郡片田村（現在の三重県志摩市志摩町片田）出身。
明治末期から昭和初期にかけて、片田村では里きを頼って多くの村人がアメリカに渡り、片田村は「アメリカ村」と呼ばれた。出身地の高齢者の間では、「片田の英雄」と呼ばれている。

## 来歴

### アメリカとの出会い

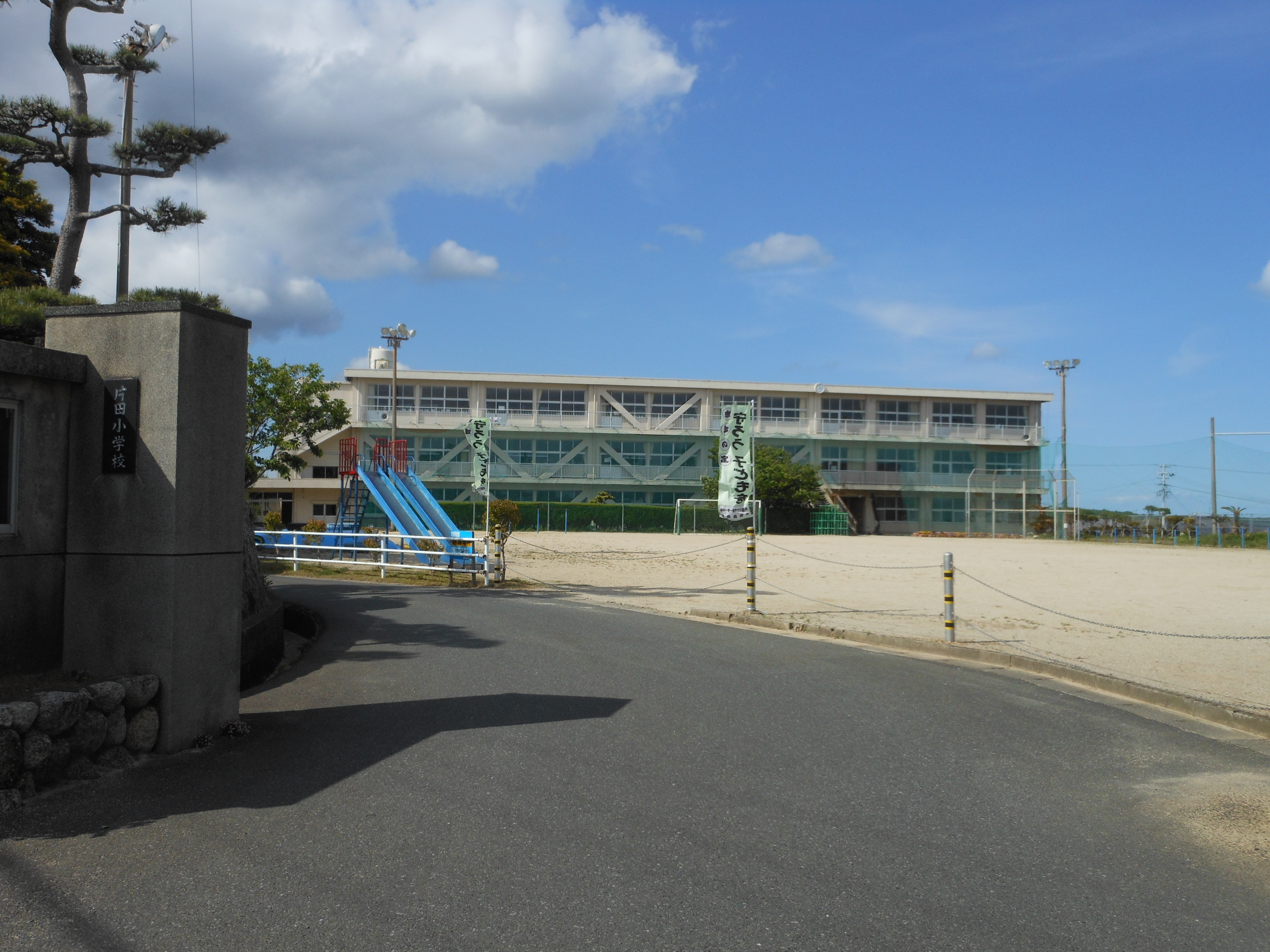
片田小学校（2013年）

慶応元年（1865年）に医師の伊東雲鱗の子として生まれる。小さい頃から和漢の書物に親しみ、何事にも積極的な娘であったという。1875年（明治8年）に地元の片田小学校下等八級を卒業した。
1885年（明治18年）頃、医師になるために済生学舎（現日本医科大学）で学んでいた兄の一郎の炊事婦として、妹の操とともに上京する。東京での生活中、横浜・関内に遊びに行ったときにアメリカ人の落とし物を拾い、そのお礼に夕食をご馳走されたことがアメリカと出会うきっかけとなった、ということが通説とされる。ただし、里きの子孫に伝わる話では、里きの叔父の知人・野尻政助（大佛次郎の父）が横浜に住んでおり、そこからアメリカに関する知識を得て、将来のことを考えた、となっている。こうしてアメリカに興味を持った里きは、片田村の女性に「リキ キトク スグコイ」と電報を打ち、東京に呼び寄せ、兄の世話を任せることにした。そして里き自身は1887年（明治20年）から メイドとして横浜在住のアメリカ人の家庭で働くようになった。里きが最初に仕えた家庭はレンガの製造技術者、次に仕えたのは海軍の大尉であった。
また、里きは1887年（明治20年）9月6日 に東京で知り合った三重県答志郡上之郷村（現・志摩市磯部町上之郷）出身の中安守と結婚した。しかし性格が合わず、1888年（明治21年）に 離婚の手続きをしようと上之郷村に赴くも、中安が失踪したために正式に離婚することはできなかった。

### 渡米と1度目の帰国
1889年（明治22年）、仕えていた海軍大尉の一家がアメリカに帰国することになり、誘われるまま一緒にアメリカへ行くことを決めた。同年1月26日、サンフランシスコ行きの「シティ・オブ・リオデジャネイロ号」に乗船し、横浜港を出港、アメリカへ渡った。この時里きは24歳であった。アメリカに渡った里きは、アメリカ人男性と結婚、1891年（明治24年）8月11日に長女モヨを出産した。里きと結婚した男性は後に亡くなり、彼の名前は不明であるが、彼の子孫であるというアーノルド・ヴァン・ベンスコーテンという人物が、第二次世界大戦後に姫路市進駐軍軍政官として来日した際、モヨの家族に連絡をとったことは分かっている。1892年（明治25年）頃、アメリカで農場を経営していた鹿児島県薩摩郡さつま町（旧宮之城町域）出身の宇都宮源吉（山田源吉とも名乗る）と出会い、共同生活を始めた。
渡米から5年が経過した1894年（明治27年）、アメリカで富を築いた里きは、娘のモヨを連れて帰国、片田村に戻った。垢抜けた顔立ち、身に付いた洋服、会話の端々に英語が混ざる話し方など、片田村を出た時とは見違える女性になった里きに村人は驚き、その評判は村外まで広まった。帰国の時土産として3本の木を持ち帰ったが、トランクの中で1本は枯れてしまい、残る2本を英虞郡和具村（現在の志摩市志摩町和具）に住む叔父の雲碩と片田村に住む姉のなをに贈った。里きはアメリカの衣食、乗り物、男女の振る舞いなど多くの話をしたが、中でも「アメリカは労働賃金が高く、まじめに働けば相当な貯蓄ができる」という話に村人は魅了された。そしてこの話を聞いてアメリカへ行くことを希望した男性3人、女性4人を連れて、1895年（明治28年）に神戸港から再びサンフランシスコへ渡った。渡航にかかる乗船料は2011年現在の価値に換算して1人あたり約40万円であったが、里きは一緒に渡った7人全員分の船代を負担した。

### 娘との別離
1度目の帰国の時、里きは娘のモヨを神奈川県三浦郡久里浜村（現在の横須賀市久里浜）に住む知人の加藤進夫妻に預けた。加藤進は横須賀海軍工廠関係の砲弾の弾道を計算する技師の仕事をしていた。モヨを預けたのは、アメリカで成功を収めてから、モヨを迎えに行くか、日本に帰るかしよう、と考えていたからである。従来、加藤夫妻はアメリカに渡ったことがないと考えられていたが、アメリカで撮影された写真が見つかったことで、1895年（明治28年）に里き・モヨとともにアメリカへ行き、翌1896年（明治29年）にモヨを連れて日本に帰国したのではないか、と推測されている。
その後、1898年（明治31年）に小学校1年生になったモヨの姿を見たのを最後に、里きがモヨと会うことはなかった。里きが1931年（昭和6年）12月5日に書き送った手紙には、会いたい気持ちと日本に帰りたいが成功するまで帰りたくない、という心情がつづられている。また、1898年（明治31年）の帰国時には宇都宮源吉を伴っており、親族から結婚の了承を得た。しかし、中安との離婚が正式には成立していなかったため、正式な婚姻を行ったかは不明である。

### 移民ブームへ
1895年（明治28年）にサンフランシスコに上陸した里き一行は、同地の中華街（Chinatown, San Francisco）で店を開き、水槽の中で海女の実演を行った。アメリカ社会では女性の権利が強く、海女のショーは女性酷使であると非難を浴び、取りやめざるを得なくなった。その後、横浜時代にアメリカ人が日本画に興味があることを知っていた里きは、急場しのぎとしていとこ・伊藤くにゑの描いた日本画を売り始めた。くにゑの絵画は予想外の高値で売れ、予約も出るほどであった。そこで里きは催促の手紙と売上の一部をくにゑに送り、くにゑはそれを励みに創作意欲を高めた。
それから7人は男性陣と女性陣に分かれ、男性陣はサンフランシスコで、女性陣はサンタバーバラに移ってそれぞれ白人家庭で働き始めた。サンタバーバラへ移ったのは、当時サンタバーバラ郡で農業を営む日本人が多かったからである。各人は労働で得られた収入をそれぞれ片田村に送金し始め、平均して1人年間300円に上った。この金額は、当時玄米が1俵3円であったことから、「20歳前後の若者がこれほど稼げるとは、アメリカには金のなる木でもあるのだろうか」と村人を大いに驚かせることになった。
これをきっかけに片田村では、里きを頼ってアメリカへ移住する者が急増し、片田村は「アメリカ村」（三重のアメリカ村、志摩のアメリカ村とも）と呼ばれるようになった。この動きは国策によって移住した北勢（三重県北部）の移民とは異なる潮流であり、移民斡旋業者にも頼らない、他の都道府県には見られない特異な現象であった。その中の一人に1900年（明治33年）にアメリカに渡った竹内乙蔵がおり、1909年（明治42年）4月10日に発足した南加三重県人会（なんかみえけんじんかい、英語: Nanka Mie Kenjinkai of Southern California ）の発起人となった。

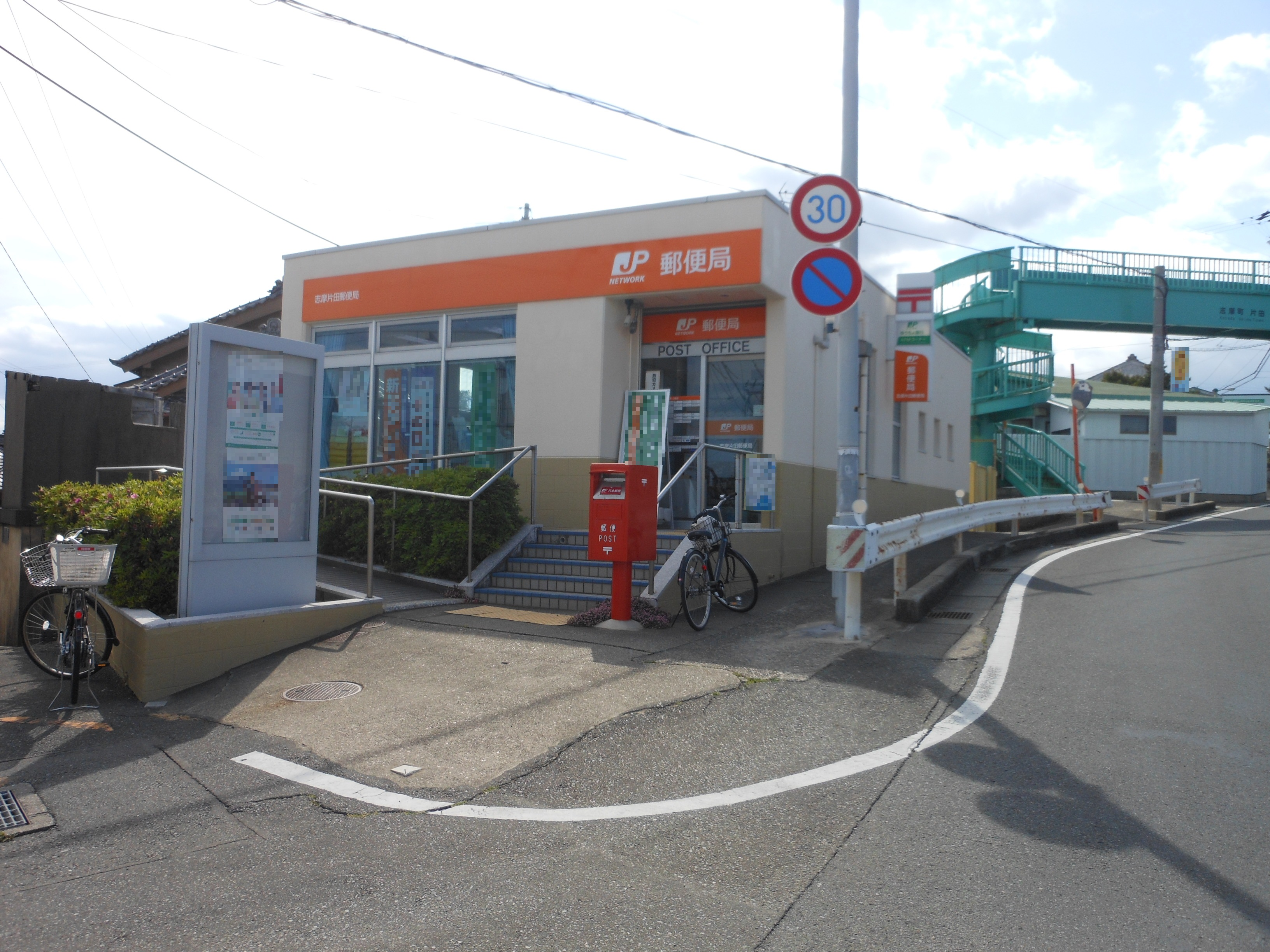
片田郵便局

片田村からの移民が片田郵便局に送金した額は、明治時代末期から大正時代初期にかけて、当時の片田村の予算の3倍に達したという。また片田村出身のアメリカ移住者（日系二世を含む）は、1942年（昭和17年）の調査では232人で、片田村（当時の人口は約4,000人）の20人に1人が渡米している計算になる。移民らはアメリカに移った後も故郷の片田村を気にかけ、1903年（明治36年）に八雲神社の鳥居・石垣の建立代として、里きが8円、里きに伴われて渡った7人のうちの1人である脇田きぬが5円を寄付している。

### 苦難の時代と晩年
多くの収入を得て恵まれていたように見えるが、アメリカでの生活は里きにとって決して順風満帆とはいかなかった。時には病気で倒れ、職業もビリヤードショップや喫茶店、農場の経営、メイド、生命保険の勧誘など、転々としていた。南加三重県人会によれば、サンフランシスコで助産師の認可を得て、日本人助産師第1号となったようである。
更に時代は日本人の排斥に向かっていた。サンフランシスコを中心に日本人排斥運動が起こり、1908年（明治41年）に入国禁止令、1913年（大正2年）にカリフォルニア州外国人土地法（排日土地法）、1924年（大正13年）に一切の入国を拒絶する決議がなされ、日本人は追い詰められた。そして第二次世界大戦中は収容所に入れられてしまう。この際、在米日本人に関する記録が処分されてしまったため、里きのアメリカでの生活の詳細は分からない。
こうした苦難に遭っても里きはアメリカに留まり続け、1950年（昭和25年）3月14日、サンタバーバラ郡サンタマリアで亡くなる。墓所はセントラル墓地にある。

## おりきの松とフェニックス
1894年（明治27年）に帰郷した際、里きはアメリカから3本の木をトランクに入れて持ち帰った。そのうちの2本は2011年（平成23年）現在も枯れずに残っている。

### おりきの松

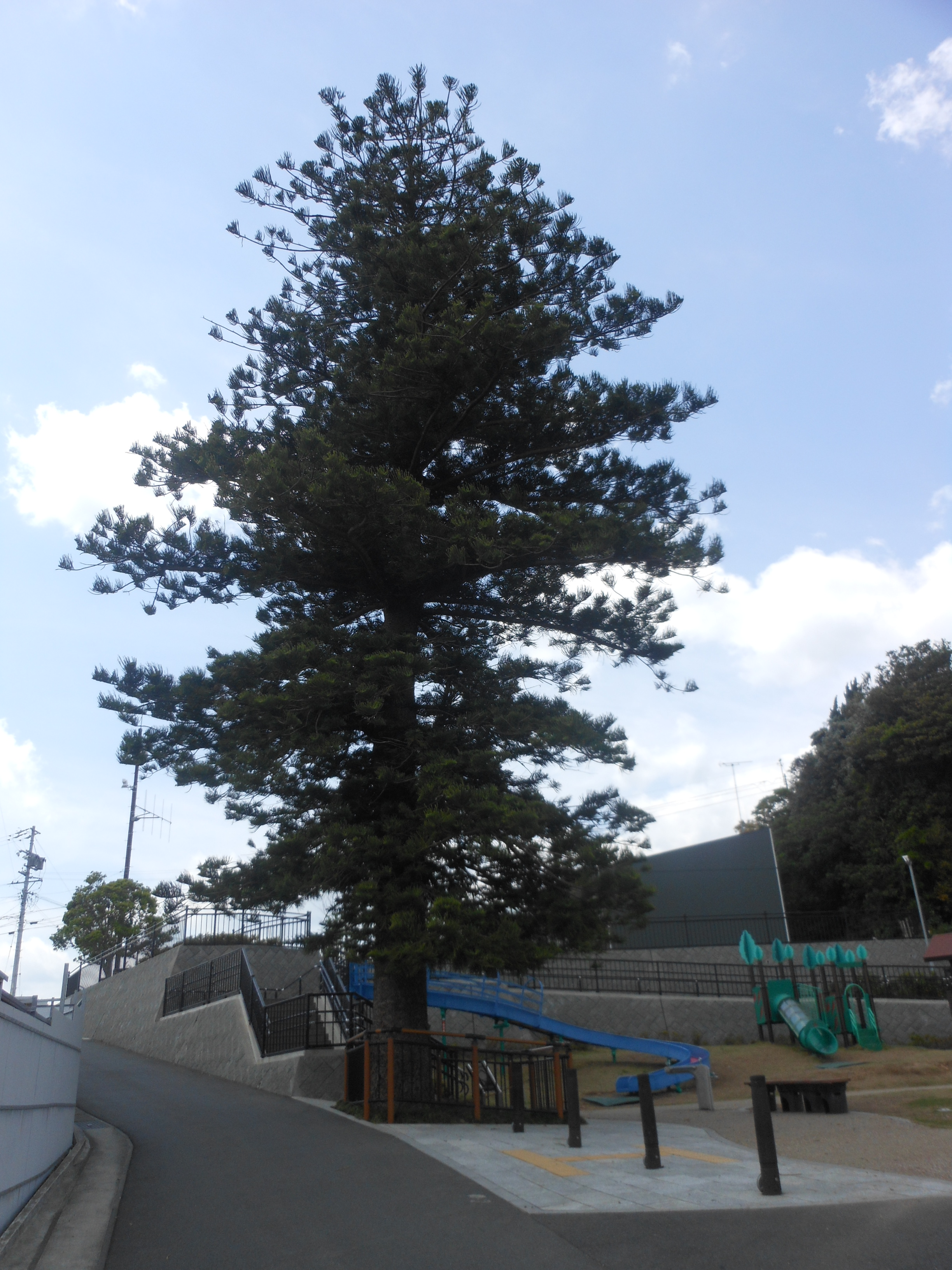
おりきの松

おりきの松は三重県志摩市志摩町和具にあるシマナンヨウスギ 。当初は片田村の叔父・伊藤雲龍邸に植える予定であったが、高木になることが分かったため、広い庭を持ち、植物が好きであった和具村に住む叔父・伊藤雲碩の家の玄関脇に植えられた。里きが持ち帰った時点では28cmであったが、2004年（平成16年）には20m超の高木に成長した。
この松は1989年（平成元年）に「新みえ名木十選」に選定された。2003年（平成15年）11月9日にはおりきの松が南加三重県人会100周年記念祝賀会の席上で話題となり、それを知ったアメリカのテレビ局が和具を訪れ、同年11月30日から12月1日の2日間に渡って取材を行った。その後2009年（平成21年）3月29日、「おりきの松公園」として整備が行われた。現地の案内ではナンヨウスギ科のニューカレドニアマツとされるが、正しくは同じ科のシマナンヨウスギである。

### フェニックス

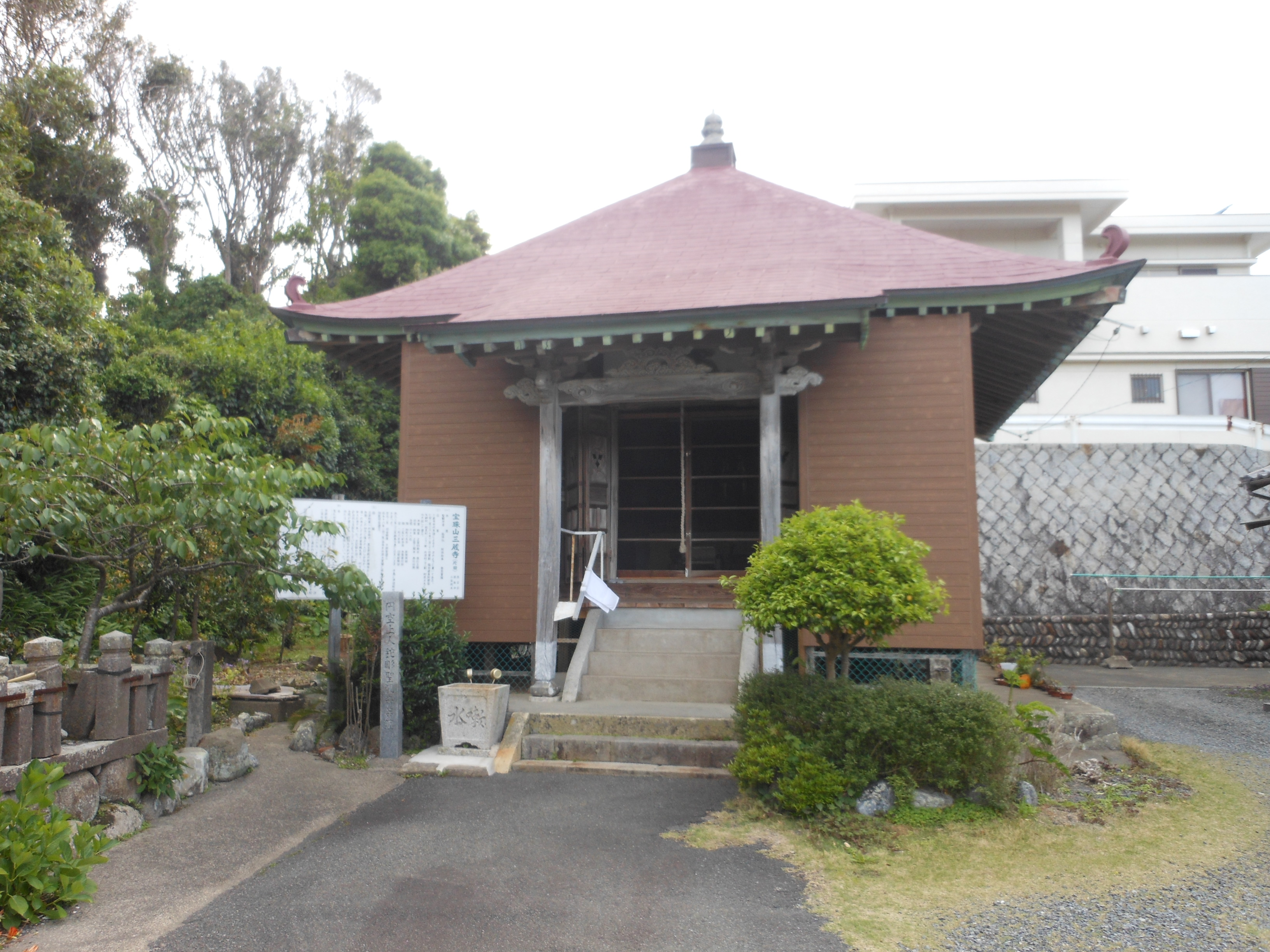
三蔵寺

里きが持ち帰ったフェニックスは、姉・なをに贈られ、なをの嫁ぎ先である片田村の三蔵寺境内に植えられた。その後、1970年（昭和45年）に開かれた日本万国博覧会（大阪万博）の会場跡地に建設された万博記念公園（大阪府吹田市）の一角にある「世界の森」に移植された。

## 人物
- 性格は男まさりだったと言われ、冒険心に富み、のびやかで文明開化の気風を受け継ぐ女性であった[39]。
- 夫・宇都宮源吉とともに敬虔なキリスト教徒であり、実現はしなかったが、故郷の片田村に教会を建てる計画を持っていた[24]。
- 現物は失われているが、親族によれば、「これからは国籍、肌の色などをとやかくいう時代はなくなります。近い将来、必ずその時が来ます。」という先を見通したような手紙が送られてきたことがあるという[40]。

## 親族
里きの先祖である伊東氏は平安時代の伊豆国の住人・伊東祐家の息子伊東祐親までさかのぼることができる。祐親は伊豆に流されていた源頼朝の監視役を司ったという。伊東氏はその後尾張国に移り、尾張藩の御典医を務め、更に伊勢国桑名を経て、里きの祖父・雲琳が志摩国片田村に居を構えた。里きの父・雲鱗は雲琳の長男で本家を継ぎ、雲鱗の弟の雲龍と雲碩は分家として「伊藤」姓を名乗った。雲碩は和具村で漢方医をしており、自宅庭で薬草を栽培していた。
里きは6人きょうだいの4番目の子（三女）であり、兄の一郎、姉のなか・なを、弟の八郎、妹の操がいた。弟の八郎は若くして亡くなり、9歳年上の兄・一郎は父・雲鱗と同じ1900年（明治33年）に亡くなっている。兄・一郎の死後、生家は取り壊され、里きに関する多くの資料が失われたため、里きの経歴には明らかになっていない点が多数存在する。
いとこ（従妹）の伊藤くにゑは、「おりきの松」を贈られた伊藤雲碩の娘であり、伊勢の宇治（現在の伊勢市南部）で磯部百鱗に日本画を習った。磯部の弟子には他に伊藤小坡などがいる。

### 夫と娘
里きは生涯に3度結婚しており、最初の夫は東京で知り合った中安守、2番目の夫はアメリカ人男性（姓名不明）、3番目の夫はアメリカで知り合った宇都宮源吉（山田源吉とも名乗る）である。最初の夫とは離婚、2番目の夫とは死別している。子どもは1人で、2番目の夫との間にできた娘のモヨだけである。
娘のモヨ（1891年〔明治24年〕8月11日 - 1973年〔昭和48年〕9月17日）は、アメリカで生まれ、1894年（明治27年）に母・里きに連れられて日本に渡り、加藤夫妻に預けられた。目が青かったことから小学校でいじめに遭い、加藤夫妻の計らいにより和裁学校に通うことになった。その後兵庫県神戸市に移り浴衣や寝具を仕立てる仕事に就くも、暗い工場での勤務で視力を悪化させ、その工場から浴衣や寝具を仕入れていた兵庫県氷上郡幸世村香良（現在の丹波市氷上町香良）の料亭旅館玉屋で働くことになった。そこで武士の家系である足立國太郎と出会い、結婚した。モヨは町の人からお英さん（おえいさん）と呼ばれて親しまれ、「外国人風の顔つきとは裏腹にどの日本人よりも日本人らしい」と言われていたという。里きとは違い神道を信仰し、戦中は憲兵から目が青いことを聞かれるたびに、「眼は青いけれども心も体も日本人です、私は日本を愛しています」と答えていた。